# Germania Judaica
De Germania Judaica is een bibliotheek in Keulen opgericht in 1959 met gegevens over de geschiedenis van het Duitse jodendom in Europa. De bibliotheek is gevestigd in de centrale bibliotheek van Keulen.
In het archief bevinden zich werken over de geschiedenis en cultuur van het Duitse jodendom van de 17e eeuw tot vandaag, antisemitisme, zionisme en Israël.
De lezers zij geïnteresseerd in het lot van de Joden in Europa tijdens de naziperiode, maar ook in het leven van de Duitse Joodse gemeenschappen vandaag. Er komt zowel interesse uit wetenschappelijke hoek als uit die van de gewone lezer.

## Geschiedenis
De Germania Judaica werd in 1959 opgericht als reactie op het antisemitisme in de jaren 1950 door enkele burgers, waaronder Heinrich Böll en Paul Schallück. Zij waren ervan overtuigd dat onwetendheid vooroordelen in de hand werkt en wilden een instelling creëren die informatie zou bevatten voor toekomstige generaties over de geschiedenis en cultuur van het Duitse jodendom. 
De bibliotheek wordt gefinancierd door de stad Keulen, particuliere giften en bijdragen van haar leden. Sinds 1979 is de Germania Judaica een deel van de centrale bibliotheek van de stad Keulen. Vanaf 2006 bestaat er een online catalogus van een deel van de werken.